# Ľudovít Rajter
Ľudovít Rajter (30. července 1906 Pezinok – 6. července 2000 Bratislava) byl slovenský dirigent a hudební skladatel.

## Život
Základní hudební vzdělání získal u svého otce Ľudovíta Rajtera, který byl v Bratislavě organistou luteránského kostela, sbormistrem a hudebním skladatelem. Navštěvoval Městskou hudební školu, kde byl jeho učitelem Alexander Albrecht a od roku 1920 Hudobní školu pro Slovensko. Studoval hru na klavír u Frico Kafendy a na violoncello u Rudolfa Rupníka. Vzdělání završil na Hochschule für Musik und darstellende Kunst ve Vídni (skladba – Franz Schmidt a Joseph Marx, dirigování – Clemens Krauss a Alexander Wunderer, violoncello – Friedrich Buxbaum a Rudolf Hindemith). Absolvoval v roce 1929 a stal se učitelem hudební teorie a hry na violoncello na Městské hudební škole v Bratislavě. Vedle toho v letech 1930–1932 absolvoval studium kompozice na Mistrovské škole Vysoké hudobní školy F. Liszta v Budapešti u Ernő Dohnányiho. Od roku 1932 byl dirigentem Maďarského rozhlasu v Budapešti. Nejprve jako externí dirigent a v roce 1935 byl jmenován prvním dirigentem. V této funkci působil až do roku 1945. Kromě toho byl učitelem komorní hudby a orchestrální praxe na Vysoké hudební škole F. Liszta. V roce 1941 byl jmenován řádným profesorem.
Po skončení Druhé světové války se vrátil na Slovensko a stal se šéfdirigentem Symfonického orchestru Čs. rozhlasu v Bratislavě. Účastnil se příprav na založení Slovenské filharmonie 1949. Působil také jako učitel dirigování a komorní hudby na Vysoké škole múzických umění v Bratislavě. V roce 1964 byl jmenován docentem. Jako dirigent získal mezinárodní uznání. Pravidelně spolupracoval s nejlepšími evropskými orchestry (Česká filharmonie, Wiener Symphoniker, Konzerthausorchester Berlin, Budapesti Filharmóniai Társaság Zenekara a další). V roce 1966 byl vedoucím pedagogem mistrovských dirigentských kurzů Mozartea v Salcburku. V letech 1968–1969 byl hostujícím dirigentem Rozhlasového symfonického orchestru v Bazileji.
V letech 1968–1977 byl znovu šéfdirigentem Symfonického orchestru Čs. rozhlasu v Bratislavě. V normalizačních letech byla jeho veřejná činnost potlačována. Působil jako dirigent Orchestru Slovenské hudební mládeže (1983–1992). V roce 1991 byl rehabilitován a jmenován profesorem dirigování. V roce 1994 vedl mistrovské kurzy dirigování v italském Orvietu.
Dne 27. července 2006 u příležitosti stého výročí Rajterova narození byla odhalena pamětní deska na jeho domě v Bratislavě na Fándlyho ulici č. 1.

## Vyznamenání
- Doctor honoris causa, New York College of Music (1936)
- Cena města Bratislavy (1949)
- Národní umělec (1989)
- Čestný šéfdirigent Symfonického orchestru Savaria v Szombathely (1991)
- Cena primátora města Bratislavy (1994)
- Bartók-Pásztory Prize, Budapešť (1994)
- Řád Ľudovíta Štúra I. třídy (1997)
- Čestný kříž za vědu a umění Rakouské republiky I. třídy (Ehrenkreuz für Wissenschaft und Kunst der Republik Osterreich, 1997)
- Čestný šéfdirigent Slovenské filharmonie (1999)
- Čestný člen Maďarské akademie umění (2000)
- Pribinův kříž I. třídy in memoriam (2007)

## Dílo
Ľudovít Rajter byl především dirigent, ale i jeho skladatelské dílo je rozsáhlé.

### Balety
- Der Blumen Rache (Blumen Reigen) Balet v 4 obrazoch (1919–1921)
- Majáles (Pozsonyi Majális) Balet v 1 dejstve (1938)

### Orchestrální skladby
- Quattro pezzi
- Slávnostná predohra
- Gyermekbál-Keringő (1917)
- Tavaszi muzsika (1926)
- Sinfonietta (č. 1) (1927–1928)
- Kleine Serenade (1929)
- Divertimento pre orchester (1931–1932)
- Symfonická suita (1932–1933)
- Suita z baletu Majáles (1950)
- Tri slovenské tance (1950)
- Pastorálna suita (1951)
- Študentská suita (1986)
- Suite miniature pre malý orchester (1986)
- Allegro sinfonico per orchestra (1988)
- Sinfonietta per grande orchestra (1993)
- Impessioni rapsodiche per orchestra d'archi (1995)

### Komorní hudba
- Ländler B dur pre citeru/klavír (1914)
- Suita pre sólové violončelo č. 1 (1977–1978)
- Suita pre sólové violončelo č. 2 (1986)
- Suita pre sólové husle (1987)
- Fantázia na dve témy z opery Nížina od Eugena d´ Alberta pre violončelo sólo (1994)
- Rapsodie pour arpe (1998)
- Grave pre klavír (1918)
- Suite-Style ancien D dur pre klavír (1918)
- Névnapi muzsika. Malá suita v starom slohu pre klavír (1949
- Präludium und Fuge für Orgel (1925)
- Malé organové prelúdiá (1947–1948)
- Chorálové prelúdiá (1950)
- Preludio per organo. In memoriam Franz Schmidt (1965)
- Menuett pre violončelo a klavír (1919)
- Rondo romantico As dur pre husle a klavír (1926)
- Sonatína pre kontrabas a klavír (1933)
- Sonáta pre kontrabas a klavír (1962–1963)
- Dialoghi per due flauti (1987)
- Improvisazione, Romanza e Finale pre hoboj a klavír (1998)
- Tri slovenské tance pre husle a klavír (pred 2000)
- Boldog, kinek a béke minden vágya (1941)
- Quattro invenzioni per oboe, clarinetto e fagotto (1985)
- Sláčikové kvarteto č. 1 E dur (1927–1929)
- Sláčikové kvarteto č. 2 (1943–1944)
- Serenata da caccia (Lovecká serenáda) (1978)
- Dychové kvinteto č. 1 – Serenata (1931/1934)
- Dychové kvinteto č. 2 – Divertimento (1985/1986)
- Sexteto pre flautu, hoboj, klarinet, lesný roh, fagot a klavír (1997)
- Musica alternativa per 8 violoncelli (1994)
- Partita pre 8 violončiel (1994)
- Variácie pre osem violončiel (1995)

Dále zkomponoval řadu písní a sborů, scénickou hudbu pro rozhlas, harmonizoval a upravoval slovenské a maďarské lidové písně.